# О-де-Б'єнн
О-де-Б'єнн (фр. Hauts de Bienne) — муніципалітет у Франції, у регіоні Бургундія-Франш-Конте, департамент Жура. О-де-Б'єнн утворено 1 січня 2016 року шляхом злиття муніципалітетів Леза, Море i Ла-Муй. Адміністративним центром муніципалітету є Море. Населення — 5167 осіб (01.01.2021).